# Arquidam IV
Arquidam IV (en llatí Archidamus, en grec antic Ἀρχίδαμος) fou rei d'Esparta, el 23è dels europòntides. Era fill d'Eudàmides I i net d'Arquidam III, segons Plutarc.
Va ser proclamat rei l'any 305 aC a la mort del seu pare. Del seu regnat se sap que va ser derrotat per Demetri Poliorcetes el 294 aC a Mantinea, i després a la mateixa Esparta que es va salvar pels pèls. El seu regnat se situa aproximadament entre el 305 aC i el 265 aC.